# Opius ovistigma
Opius ovistigma är en stekelart som beskrevs av Fischer 1979. Opius ovistigma ingår i släktet Opius och familjen bracksteklar. Inga underarter finns listade i Catalogue of Life.